# Barranca Nopalera
Barranca Nopalera är en ort i Mexiko.   Den ligger i kommunen Tlacoapa och delstaten Guerrero, i den sydöstra delen av landet, 240 km söder om huvudstaden Mexico City. Barranca Nopalera ligger 1 511 meter över havet och antalet invånare är 168.
Terrängen runt Barranca Nopalera är kuperad åt sydväst, men åt nordost är den bergig. Runt Barranca Nopalera är det ganska glesbefolkat, med 24 invånare per kvadratkilometer. Närmaste större samhälle är Malinaltepec, 9,4 km öster om Barranca Nopalera. I omgivningarna runt Barranca Nopalera växer huvudsakligen savannskog.